# Clase Churchill
Los tres submarinos de la clase Repeat Valiant, también conocidos como la clase Churchill,  eran submarinos de flota de propulsión nuclear que sirvieron en la Marina Real Británica desde la década de 1970 hasta principios de la de 1990. La clase Churchill se basó en la clase Valiant más antigua, pero presentaba muchas mejoras internas. Fueron sustituidos por submarinos de la  clase Swiftsure.
El buque líder recibió su nombre del ex Primer Ministro y Primer Lord del Almirantazgo Winston Churchill. El HMS Conqueror fue el más famoso de su clase, por haber hundido al crucero argentino ARA General Belgrano durante la guerra de las Malvinas de 1982. Actualmente, sigue siendo es el único caso de un submarino de propulsión nuclear de cualquier nación que ha hundido un barco enemigo con un torpedo.

## Unidades
- HMS Churchill (S46) (1970-1991)
- HMS Conqueror (S48) (1971-1990)
- HMS Courageous (S50) (1971-1992)